# Eidmanacris meridionalis
Eidmanacris meridionalis är en insektsart som beskrevs av Desutter-grandcolas 1995. Eidmanacris meridionalis ingår i släktet Eidmanacris och familjen syrsor. Inga underarter finns listade i Catalogue of Life.